# RuneQuest
RuneQuest är ett amerikanskt rollspel till största delen skapat av Steve Perrin och Greg Stafford och ursprungligen utgivet av speltillverkaren Chaosium Inc. 1978. RuneQuest var det första av en lång rad spel att använda det så kallade Basic Roleplaying-systemet, vanligen förkortat till BRP. RuneQuest utspelas i Greg Staffords fiktiva fantasyvärld Glorantha.
1984 såldes rättigheterna till RuneQuest, men inte spelvärlden Glorantha, till speltillverkaren Avalon Hill, som släppte vad som då var den tredje utgåvan av spelet. Istället för Glorantha så utspelades RuneQuest nu i en medeltida fantasyversion av vår egen värld kallad RuneQuest Earth. Många av Chaosiums äldre RuneQuesttitlar gavs ut på nytt, en del under delvis nya namn, av Avalon Hill fram till mitten av 1990-talet.
När samarbetet med Avalon Hill bröts 2003 återgick rättigheterna till RuneQuest åter till upphovsmännen Stafford och Perrin. Ett nytt företag, Issaries Inc., skapades för att ha hand om spelet och 2006 lät man meddela att RuneQuest åter skulle tas i produktion, denna gång av Mongoose Publishing som skulle släppa produkter till spelet under licens av Issaries Inc..

## Publikationer
Ett stort antal utgåvor av spelets grundregler har givits ut under åren av ett antal olika tillverkare.
- RuneQuest 1, 1978, Chaosium Inc.
- RuneQuest 2, 1979, Chaosium Inc.
- RuneQuest 2 Box, 1980, Games Workshop
- RuneQuest 2, 1980, Reston Publishing
- RuneQuest 2 Box, 1981, Chaosium Inc.
- RuneQuest 2 Box, 1983, Chaosium Inc.
- RuneQuest 3 Deluxe Box, 1984, Avalon Hill
- RuneQuest 3 Game Master's Box, 1984, Avalon Hill
- RuneQuest 3 Player's Box, 1984, Avalon Hill
- RuneQuest 3 Standard Box, 1986, Avalon Hill
- RuneQuest 3, 1993, Avalon Hill
- RuneQuest 4, 2006, Mongoose Publishing
- RuneQuest 4 Deluxe, 2007, Mongoose Publishing

Sedan 1978 har även ett stort antal tilläggsmoduler till spelet släppts.
Av Chaosium Inc.
- Apple Lane, Äventyrsmodul, 1978, 1979, 1980
- Balastor's Barracks, Äventyrsmodul, 1978
- Creatures of Chaos 1, Monstermodul, 1978
- Trolls & Trollkin, Monstermodul, 1978
- Cults of Prax, Världsmodul, 1979, 1981
- Militia & Mercenaries, Monstermodul, 1979
- Snakepipe Hollow, Äventyrsmodul, 1979
- Foes, Monstermodul, 1980
- Plunder, Skattmodul, 1980
- Runemasters, Monstermodul, 1980
- Cults of Terror, Världsmodul, 1981
- Griffin Mountains, Världsmodul, 1981
- Borderlands, Världsmodul, 1982
- Questworld, Världsmodul, 1982
- Trollpak, Monstermodul, 1982
- Big Rubble: The Deadly City, Världsmodul, 1983
- Pavis: Treshold to Danger, Världsmodul, 1983
- RuneQuest Companion, Världsmodul, 1983

Av Avalon Hill (Ej fullständig lista)
- Gods of Glorantha, Världsmodul, 1985
- Apple Lane, Äventyrsmodul, 1987 (Nyutgivning)
- Snakepipe Hollow, Världsmodul, 1987 (Nyutgivning)
- Glorantha: Genertela: Crucible of the Hero Wars, Världsmodul, 1988
- Gloranthan Bestiary, Monstermodul, 1988
- Elder Secrets of Glorantha, Världsmodul, 1989
- Troll Gods, Världsmodul, 1989
- Sun County, Världsmodul, 1992
- Shadows on the Borderland, Äventyrsmodul, 1993
- Dorastor: Land of Doom, Världsmodul, 1993
- Lords of Terror, Världsmodul, 1994

Av Mongoose Publishing
- Arms & Equipment, Regelmodul, 2006
- Cults of Glorantha: Volume 1, Världsmodul, 2006
- Cults of Glorantha: Volume 2, Världsmodul, 2006
- Games Master's Screen, Allmänt tillbehör, 2006
- Glorantha: The Second Age, Världsmodul, 2006
- Legendary Heroes, Regelmodul, 2006
- Magic of Glorantha, Världsmodul, 2006
- Rune of Chaos, Äventyrsmodul, 2006
- RuneQuest Companion, Regelmodul, 2006
- RuneQuest Monsters, Monstermodul, 2006
- The Clanking City, Världsmodul, 2007
- Dragonewts: A Guide to the Eravssarr, Världsmodul, 2007
- Elfs: A Guide to the Aldryami, Världsmodul, 2007
- Jrustela, Världsmodul, 2007
- Pirates, Regelmodul, 2007
- Player's Guide to Glorantha, Regelmodul, 2007
- RuneQuest Spellbook, Regelmodul, 2007
- Trolls: A Guide to the Uz, Monstermodul, 2007
- Blood of Orlanth, Äventyrsmodul, 2008
- Games Master's Handbook, Regelmodul, 2008
- RuneQuest Monsters 2, Monstermodul, 2008